# スチュアート・サイミントン
ウィリアム・スチュアート・サイミントン（英語: William Stuart Symington、1901年6月26日 - 1988年12月14日）は、アメリカ合衆国の政治家、実業家。ミズーリ州選出連邦上院議員、初代空軍長官を務めた。

## 生い立ちと初期の経歴
1901年6月26日にマサチューセッツ州アマーストに誕生した。メリーランド州ボルチモアで成長し、イェール大学において友愛会デルタ・カッパ・イプシロン及び秘密結社エリフに所属した。また、学生新聞イェール・デイリー・ニュースの発行委員会にも所属した。第一次世界大戦中は陸軍に入隊し、17歳で少尉に任官された。
1923年にイェール大学を卒業し、ニューヨーク州ロチェスターで叔父のジョン・ファイフ・サイミントンが経営するサイミントン・カンパニーに入社した。この会社は可鍛鉄製品を扱う製造会社であり、この会社の小売商店に勤務した。1925年に独立して製造会社イースタン・クレイ・プロダクツ社を設立した。しかし1927年、会社を廃業してサイミントン・カンパニーに戻り、社長秘書に就いた。
1930年にサイミントン・カンパニーを辞め、コロニアル・ラジオ・コーポレーション社の社長に就任した。1935年1月、ステンレス鋼製造会社ラストレス・アイロン・アンド・スティール・コーポレーションからの社長就任要請を受け入れ、同社の社長に就任した。同時にコロニアル・ラジオ・コーポレーション社の社長を退いたが、重役として残った。
1937年にラストレス・アイロン・アンド・スティール・コーポレーション社はアメリカン・ローリング・ミル・カンパニーに買収された。サイミントンはラストレス・アイロン・アンド・スティール・コーポレーション社の社長を辞任した。1938年、サイミントンはミズーリ州セントルイスにあるエマソン・エレクトリック社からの社長就任要請を受け入れ、同社の社長に就任した。第二次世界大戦中は航空機の機銃塔製造に重点を置き、同社を世界最大規模の航空機銃塔製造会社へと成長させた。

## ハリー・トルーマン政権

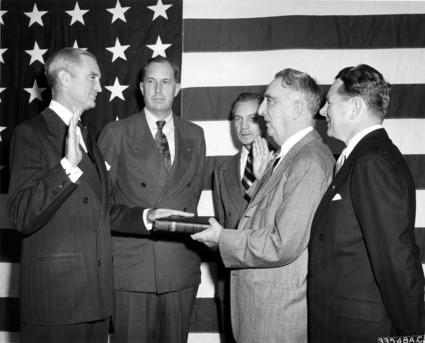
空軍長官への就任宣誓を行うサイミントン

1945年にサイミントンはトルーマン大統領から政権幹部への参加要請を受けた。エマソン・エレクトリック社の社長を辞任し、トルーマン政権に加わった。サイミントンは余剰物資委員会委員長（1945年）としてトルーマン政権に加わり、続いて余剰物資局長（1945年-1946年）、航空担当陸軍次官補（1946-1947）を務めた。
1947年9月18日に国家安全保障法により、陸軍航空軍が陸軍から独立して空軍となった。同時に空軍を管理するための空軍省も新設され、サイミントンは初代空軍長官として就任した。サイミントンは前身の陸軍航空軍に敬意を表して空軍省に移ったが、サイミントンの空軍長官としての仕事は厳しいものとなった。サイミントンは国防長官ジェームズ・フォレスタルとの論争を頻繁に起こした。国防長官フォレスタルと空軍長官サイミントンとの間の主要な論争として、戦略爆撃機B-36の製造に関する問題が挙げられる。その当時はジェットエンジンを搭載した戦闘機が次々と開発されており、レシプロエンジンによる戦闘機は時代遅れとなりつつあった。しかしながら戦略爆撃機B-36にはレシプロエンジンが採用されたことから、サイミントンに対して汚職の疑惑がかけられた。サイミントンは陸軍次官補次代から航空戦力に対する影響力を有していたが、調査により最終的にはサイミントンに不正の疑いがないという結論に達した。
空軍長官としてのサイミントンの主たる功績としては、ベルリン封鎖における空輸作戦の実施、空軍士官学校の設立支持などが挙げられる。1949年にソビエト連邦がセミパラチンスク核実験場において核実験RDS-1を成功させると、サイミントンは空軍の予算増強を求めた。そして1950年、サイミントンは空軍の予算不足に抗議の意思を示し、空軍長官を辞任した。
サイミントンは空軍長官退任後もトルーマン政権に残り、国家安全保障資源委員会委員長（1950年-1951年）、復興金融公社総裁（1951年-1952年）を務めた。

## 連邦上院議員

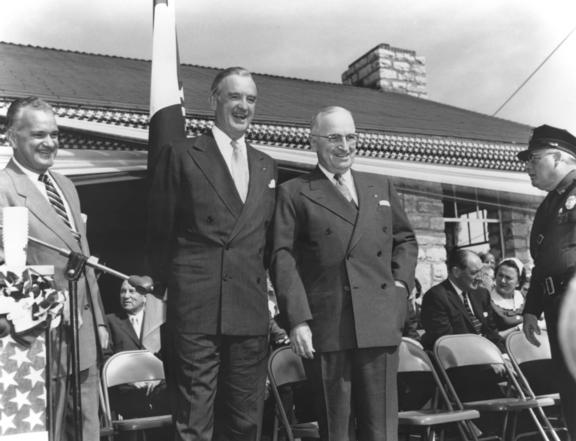
トルーマン図書館の起工式に参加するサイミントン上院議員（中央左）とトルーマン元大統領（中央右）

1952年にサイミントンは義理の父のジェームズ・ウォルコット・ウォズワースからの勧めを受けて、連邦上院議員への立候補を決意した。サイミントンは1952年に民主党候補としてミズーリ州から連邦上院議員に立候補した。サイミントンは1952年の選挙で勝利し、その後も1958年・1964年・1970年の選挙で再選を果たした。サイミントンは最終的に連邦上院議員を4期16年務めた。サイミントンは1976年12月27日に連邦上院議員を辞任し、5期目の出馬は辞退した。

### マッカーシー批判
サイミントンは共和党のジョセフ・マッカーシー上院議員に対して最も反対的な人物であった。マッカーシーはサイミントンについてSanctimonious Stu（独善的なバカ野郎）と中傷の言葉を残した。サイミントンは陸軍＝マッカーシー公聴会において、マッカーシーを批判する中心的人物となった。サイミントンは元空軍長官としての知名度や経験を十分に活用して、1954年末のマッカーシー非難決議採択に大きな役割を果たした。

#### アニー・リー・モス事件
1954年3月9日にマッカーシーは自らが委員長を務める上院政府活動委員会常設調査小委員会において、国防総省無線室勤務の黒人女性アニー・リー・モスを共産主義者のスパイであると指摘した。モスが共産党員であるという信頼できる証拠は、連邦捜査局のおとり捜査によってもたらされていた。そのためモスの顧問弁護士は、その捜査について厳しく追及することができなかった。だがマッカーシーによる共産主義者の告発が過激な攻撃的非難として問題視されるようになると、モスに対する告発が誤りであると認識されるようになった。サイミントンはモスを擁護し、「彼女は共産党員でないと信じている」と宣言した。

### 1960年アメリカ合衆国大統領選挙
1959年にワシントンD.C.で国家安全保障資源委員会の委員長を務めていたサイミントンは、次期大統領選挙への立候補準備を進めた。しかしながら推薦の取り付けに失敗した。サイミントンは元大統領トルーマンの支援を受けて民主党予備選挙に臨んだものの、最終的にジョン・F・ケネディに敗れた。1960年7月2日、サイミントンはカリフォルニア州ロサンゼルスで開催される民主党全国大会に参加しない旨を発表した。トルーマン元大統領はそれを受けて、ケネディ候補の“熱狂的”支持者によって大会が支配されてしまうことは甚だ遺憾であると語った。だがトルーマン元大統領はその後も改めてサイミントン候補の支持し続ける述べ、「第二希望は存在しない」と付け加えた。
サイミントンは人種ごとに聴衆を分けて演説を行うことを拒否した。だがこの選択が、サイミントンの失敗へとつながった。ケネディ候補は人種ごとに聴衆を分けて演説を行う選択をしており、サイミントンのこの行動はケネディ候補に不快感を与えた。ケネディ候補は当初、サイミントンを副大統領の第一候補として考えていた。しかしながらサイミントンとの考え方の違いから、ケネディ候補はテキサス州選出上院議員リンドン・ジョンソンを副大統領として指名した。

### 上院議員としての業績

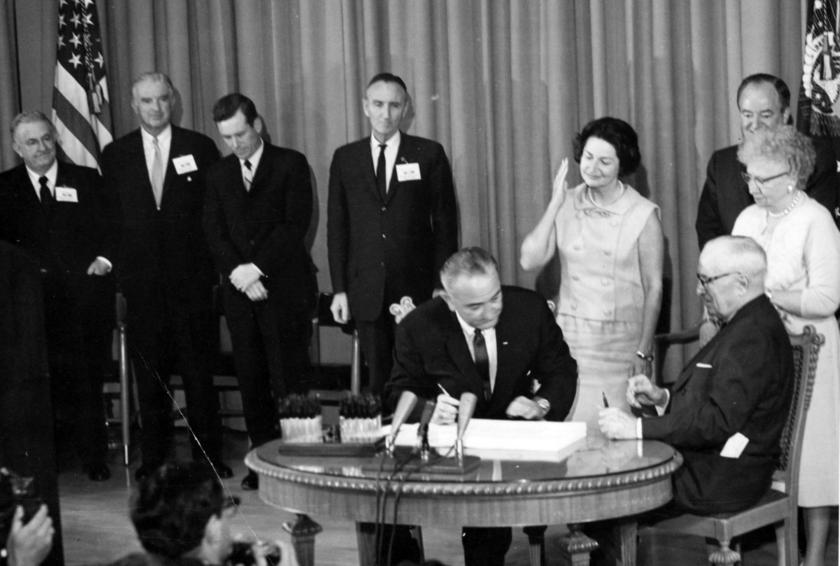
メディケア法案に署名を行うジョンソン大統領（テーブル中央）と、後部で控えるサイミントン上院議員（後列左から2人目）

サイミントンは連邦上院において、強固な国防を支持する議員として知られた。サイミントンは空軍士官学校の有力な支援者でもあり、その設立を実質的に手助けした。サイミントンは有権者サービスにも力を注ぎ、ミズーリ州民から送られてきた手紙に対しては、重要な案件から些細な案件、ひいては馬鹿げた案件に至るまで、すべてに丁重に返事を行った。たとえばフィクション小説の内容を現実の物語と誤解したある有権者が、サイミントンに対して質問を投げ掛けた。その質問とは、地下で生活を送る超人間的存在が実在するかどうか、というものであった。サイミントンはその有権者の疑問に答えるため、軍事筋に対して公式な回答を要求した。サイミントンが上院議員時代に作成した手紙や文書は、2002年にミズーリ大学コロンビア校構内の西部歴史文書館に寄贈された。これら手紙や文書は現在、一般に公開されている。
1958年にサイミントンはランド研究所を告発した。ランド研究所はその当時、アメリカが強敵と戦うことになった場合の戦略的降伏についての研究に関与していた。サイミントンはランド研究所のこの研究について、敗北主義的行動であると問題視した。そしてこの告発により、敗北や降伏に関するいかなる研究に対しても、予算を割り当ててはいけないとする法律が制定された。ただしサイミントンはランド研究所が行っていた研究について、内容を誤解していた。ランド研究所の報告書によると、ランド研究所が行った研究は、アメリカが無条件降伏を要求した過去の事例に対してであった。アメリカが無条件降伏を要求するよりも早期に、相手国側が降伏をしたいと交渉してきたならば、という研究であった。
1967年にカンザスシティ・アスレチックスは本拠地をミズーリ州カンザスシティからカリフォルニア州オークランドへと移転する決定をした。メジャーリーグベースボールはこの移転を承認したが、ミズーリ州を拠点に活動していたサイミントンはこの移転に反対の意思を示した。サイミントンは訴訟をちらつかせ、メジャーリーグに与えられている独占禁止法の免除権限を廃止する法案を提出することも検討した。カンザスシティはメジャーリーグと調整を行い、メジャーリーグの球団拡張に伴ってカンザスシティに新たな球団を創設することで移転を承諾した。その結果、1969年にカンザスシティ・ロイヤルズが創設され、1971年からリーグに参入することで合意となった。だがサイミントンはこの決定にも不満を漏らし、創設後直ちにリーグに参入させるべきだとリーグを脅かした。
1970年1月に第4回スーパーボウル直前に、カンザスシティ・チーフスのQBレン・ドーソンにスポーツ賭博疑惑が起きた際、その疑惑を根も葉も無いものと否定した。

## 晩年
1988年12月14日にコネチカット州ニューケイナンにおいて死去した。遺体はワシントン大聖堂の納骨用地下室に埋葬された。

## 家族

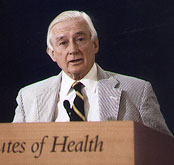
次男ジェームズ

父親は弁護士のウィリアム・スチュアート・サイミントン、母親はミズーリ州出身のエミリー・クーン・ハリソン（Emily Kuhn Harrison）であった。サイミントンは6人兄弟の長子として誕生した。下には妹が1人、弟が4人いた。サイミントンは1924年にジェームズ・ウォルコット・ウォズワースの娘イヴリン・ウォズワース（Evelyn Wadsworth）と結婚し、息子を2人（長男ウィリアム・スチュアート、次男ジェームズ・ウォズワース）もうけた。
次男のジェームズ・ウォズワース・サイミントンはミズーリ州選出連邦下院議員を務めた。孫のウィリアム・スチュアート・サイミントンは駐ジブチ大使を務めた。従弟のジョン・ファイフ・サイミントンは駐トリニダード・トバゴ大使を務めた。従甥のジョン・ファイフ・サイミントンはアリゾナ州知事を務めた。